# Затвор (оръжие)
Вижте пояснителната страница за други значения на Затвор.
Затвор е механизъм в огнестрелно оръжие (пистолет, автомат, оръдие), който затваря задната част на цевта при изстрелването на куршум или снаряд. Предназначен е за доставяне и заключване на патрона в камерата, производството на изстрел и изхвърлянето на гилзата.
В ръчните оръжия затворът трябва да се отвори с ръка и да се заредят патроните. Типичен пример са ловните гладкоцевни двуцевки. При полуавтоматичните оръжия след изстрел автоматично се отваря затворът, изхвърля се гилзата и се зарежда нов патрон. Двата термина „автомат“ и „полуавтомат“ понякога се смесват. За граждани в България изцяло автоматично оръжие т.е. такова, което при натиснат спусък продължава да осъществява цикъла на стрелба, не е разрешено.
Терминът „затвор“ е русизъм, а „куршум“ е остарял термин за сняряд, в превод от турски означава „олово“ като най-често използван метал за изработка. В наказателното право за обозначаване на незаконно/самоделно оръжие се ползва терминологията „изстрелва снаряд чрез заряд“.